# Wunderwaffe

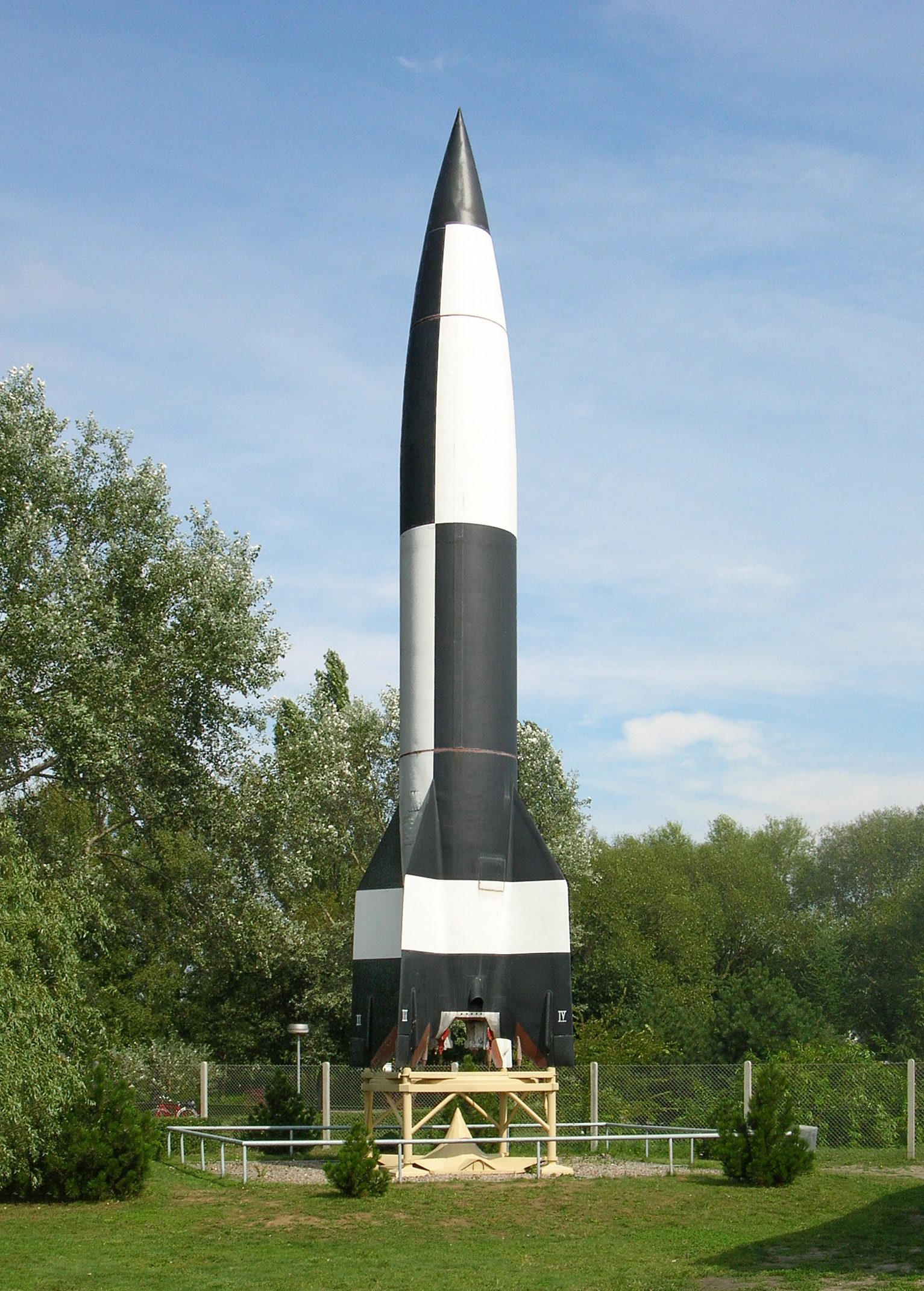
Réplica de un Cohete V2 en Usedom, Alemania.

Wunderwaffe (en alemán  'arma maravillosa') fue un término asignado durante la Segunda Guerra Mundial por el Ministerio de propaganda de la Alemania nazi a cada una de las nuevas armas de guerra proyectadas para ser usadas por el ejército alemán. Hipotéticamente, este armamento cambiaría el curso de la guerra y daría la victoria final a Alemania. En ocasiones han sido llamadas así las Vergeltungswaffen ('armas de represalia'), cuyo objetivo era el bombardeo estratégico de posiciones enemigas a gran distancia. 
Después del colapso del régimen nazi al final de la guerra, los científicos alemanes especializados en las Armas maravillosas fueron llevados secretamente a Estados Unidos (Operación Paperclip) y por la Unión Soviética (Operación Osoaviajim).

## Buques de guerra

### Submarinos

#### Submarinos de altamar
- U-Boot lanzamisiles - proyecto abandonado de submarino de misiles balísticos.
- Tipo XVIII - submarino diseñado para el uso de propulsión independiente de aire; varios estaban en construcción cuando terminó la guerra.
- Submarinos Tipo XXI "Elektroboot" (submarino eléctrico) - el primer submarino diseñado para funcionar en inmersión prolongada, se construyeron 118.
- Tipo XXIV - submarino diseñado para el uso de propulsión independiente del aire.
- Tipo XXVI - submarino diseñado para el uso de propulsión independiente del aire, varios estaban en construcción cuando terminó la guerra.

#### Submarinos litorales
- Tipo XXII - submarino diseñado para el uso de propulsión independiente del aire, dos estaban en construcción.
- Tipo XXIII - submarino diseñado para misiones en litoral.
- Tipo XXV - plan de submarino completamente eléctrico diseñado para misiones en litoral.

#### Submarino portaaviones
- Tipo XI - submarino diseñado para llevar el hidroavión plegable Arado Ar 231. Cuatro fueron puestos en grada, pero el proyecto se canceló al inicio de la Segunda Guerra Mundial.

### Portaaviones
- Graf Zeppelin - un portaaviones de 33.550 toneladas puesto en grada en 1936; Nunca completado.
- Flugzeugträger B - buque gemelo planeado para el Graf Zeppelin ; desechado antes de lanzar.
- I  (1942) : un portaaviones planificado de 56.500 toneladas, convertido de un transporte; cancelado antes de comenzar el trabajo.

### Acorazados
- Clase H (1939) - una serie de propuestas para acorazados, que superaban tanto a los acorazados clase Montana de la Armada de los Estados Unidos como a los acorazados clase Yamato de la Armada Imperial Japonesa en armamento, que culminaron en el H-44, un buque de guerra de 140.000 toneladas con ocho cañones de 20 pulgadas. Solo se pusieron en grada dos cascos de la clase H39; fueron desguazados en gradas.

## Vehículos blindados

### Armas antiaéreas
- Flakpanzer IV " Kugelblitz " (Rayo globular) - un cañón antiaéreo autopropulsado basado en el casco del Panzer IV.

### Armas antitanque
- Sturer Emil ("Emil el Testarudo"): un destructor de tanques (Panzerjäger) de estilo abierto, armado con un cañón Rheinmetall KL/61 de 128 mm, 2 prototipos construidos para pruebas. Ambos fueron llevados al este y llegaron a entrar en combate. Uno fue destruido por su tripulación y el otro acabaría capturado, expuesto hoy en día en el Museo de Kubinka, próximo a Moscú.

### Tanques
- Panzer IX y Panzer X - proyectos de tanques.

### Tanques pesados
- Tiger I y Tiger II

### Tanques superpesados
- Landkreuzer P. 1000 " Ratte " (Rata): un tanque superpesado planificado , con un peso de 1000 toneladas y armado con dos cañones de 280 mm, un cañón antitanque de 128 mm, 8 cañones antiaéreos de 20 mm y 2 ametralladoras pesadas de 15 mm; cancelado a principios de 1943
- Panzer VII " Löwe " (León): un tanque superpesado planificado, con un peso de 90 toneladas y armado con un cañón de 105 mm; cancelado en marzo de 1942 a favor del Panzer VIII Maus
- Panzer VIII " Maus " (Ratón): un tanque superpesado, con un peso de 180 toneladas y armado con dos cañones de calibre 128 mm y 75 mm; se ordenaron cinco, pero solo se completaron dos prototipos operables: el único sobreviviente se exhibe actualmente en el Museo de tanques de Kubinka.
- Panzerkampfwagen E-100 : un tanque superpesado planeado, con un peso de 140 toneladas y armado con cañones de 128 o 150 mm; un prototipo de casco casi terminado. El casco fue capturado y evaluado por los británicos antes de ser desechado en la década de 1950

### Tanques de reconocimiento
- Kugelpanzer (tanque esfera), un prototipo de tanque esférico de reconocimiento/tendido de cables con una historia misteriosa. Enviado a Japón y capturado por los soviéticos en 1945. Actualmente en exhibición en el Museo de tanques de Kubinka.

## Aeronaves

### Amerika Bomber
El proyecto Amerika Bomber fue una iniciativa del Reichsluftfahrtministerium, el Ministerio del Aire Nazi, para obtener un bombardero de largo alcance para la Luftwaffe que fuera capaz de golpear el territorio continental de Estados Unidos desde Alemania, con una distancia de ida y vuelta de aproximadamente 11.600 km
- Messerschmitt Me 264 (un diseño enteramente nuevo)
- Focke-Wulf Fw 300 (basado en el existente Fw 200)
- Focke Wulf Ta 400 (un diseño enteramente nuevo)
- Junkers Ju 390 (basado en el Ju 290)
- Mistel-Gespann era transportar un Dornier Do 217, motorizado con un Lorin-Staustrahltriebwerk adicional, en un bombardero Heinkel He 177 por el Atlántico lo más lejos posible antes de liberarlo. Sin embargo, cabía que el Do-217 podría no retornar con toda seguridad. Cuando los planes estaban avanzados, la falta de combustible y la pérdida de la base en Burdeos impidieron las pruebas. El proyecto fue abandonado después de ser forzados a trasladarse a Istres, lo cual suponía un aumento excesivo de la distancia.
- Horten Ho XVIII, un ala volante motorizada con 6 turborreactores basados en la experiencia del existente Ho IX
- Arado E.555 (un diseño enteramente nuevo)
- A9/A10 Amerika-Rakete
- Silbervogel el «Pájaro de Plata» un bombardero suborbital

### Focke Wulf
- Focke-Wulf Ta 183
- Focke-Wulf Fw VTOL
- Focke-Wulf 1.000 x 1.000 x 1.000
- Focke-Wulf Fw-03 10.225 - bombardero con capacidad para alcanzar los Estados Unidos
- Focke-Wulf Triebfluegel - despegue y aterrizaje vertical*
- Focke-Wulf Fw Super Lorin
- Focke-Wulf Fw Flitzer

### Junkers
- Junkers EF128

### Messerschmitt
- Me 163 Komet
- Messerschmitt Me 262
- Messerschmitt Me 263
- Messerschmitt Me 109TL
- Messerschmitt Me 109Z
- Messerschmitt Me 265
- Messerschmitt Me 329
- Messerschmitt Me 334
- Messerschmitt Me 509
- Messerschmitt Me 609
- Messerschmitt Me P.08.01
- Messerschmitt Me P.1092A-B
- Messerschmitt Me P.1092/2
- Messerschmitt Me P.1092/3
- Messerschmitt Me P.1092/4
- Messerschmitt Me P.1092/5
- Messerschmitt Me P.1095
- Messerschmitt Me P.1099A
- Messerschmitt Me P.1099B
- Messerschmitt Me P.1100/I
- Messerschmitt Me P.1100/II
- Messerschmitt Me P.1101
- Messerschmitt Me P.1101/92
- Messerschmitt Me P.1101/99
- Messerschmitt Me P.1102
- Messerschmitt Me P.1103/I
- Messerschmitt Me P.1103/II
- Messerschmitt Me P.1104/I
- Messerschmitt Me P.1104/II
- Messerschmitt Me P.1106
- Messerschmitt Me P.1107/I
- Messerschmitt Me P.1107/II
- Messerschmitt Me P.1108/I
- Messerschmitt Me P.1108/II
- Messerschmitt Me P.1109
- Messerschmitt Me P.1110/II
- Messerschmitt Me P.1110 Ente
- Messerschmitt Me P.1111
- Messerschmitt Me P.1112
- Messerschmitt Me Libelle
- Messerschmitt Me Schwalbe
- Messerschmitt Me Wespe
- Messerschmitt Me Zerstörer P.II

### Otros
- Blohm und Voss Bv P.203
- Heinkel He 280
- Heinkel Wespe
- Heinkel Lerche II
- Arado E.555
- Horten Ho XVIII
- Silbervogel
- Arado Ar 234 - primer bombardero reactor
- Horten Ho 229 - cazabombardero de ala volante
- Bachem Ba 349 Natter - interceptor cohete
- Horten Ho-IX-A
- Heinkel He 177-A5 Greif - prototipo V38, bombardero nuclear
- Blohm & Voss BV 40 - proyecto cancelado para un caza planeador
- Zeppelin Rammer - proyecto cancelado para un caza de embestida

### Helicópteros de combate
- Flettner Fl 184 - autogiro nocturno y de reconocimiento
- Flettner Fl 185 - helicóptero experimental
- Flettner Fl 282 Kolibri
- Focke Achgelis Fa 223 Drache (Dragón) - helicóptero de transporte (prototipo)
- Focke Achgelis Fa 225
- Focke Achgelis Fa 266 Hornisse (Avispón) - helicóptero (prototipo)
- Focke-Achgelis Fa 269 - Aeronave Experimental VTOL
- Focke Achgelis Fa 330 Bachstelze (Aguzanieves) - helicóptero (prototipo)
- Focke Achgelis Fa 336 - helicóptero de exploración (prototipo), 1944
- Focke-Wulf Fw 61 - helicóptero experimental

### Aviones de rotor basculante
- Weserflug WP 1003 - precursor del Bell-Boeing V-22 Osprey .

### Planeadores militares
- Junkers Ju 322 "Mammut" (Mamut) - un planeador militar ala volante de transporte pesado.

## Otros

### Bombas y explosivos
- Proyecto Uranio[2]
- Fritz X (bomba guiada antibuque)
- Bomba endotérmica
- Espoletas de infrarrojos para explosivos de Manfred von Ardenne[3]

### Artillería
- Schwerer Gustav: un cañón de ferrocarril de 800 mm, la pieza de artillería más grande jamás utilizada en la guerra.
- Cañón V-3 Hochdruckpumpe (cañón multietapa)
- Cañón sónico
- Karl-Gerät, el mortero autopropulsado de mayor calibre (hasta 600 mm) jamás desplegado: siete ejemplares construidos, seis entraron en combate entre 1941-1945.
- Landkreuzer P. 1500 " Monster ": una propuesta de cañón autopropulsado superpesado, con un peso de 1500 toneladas métricas y armado con el cañón Schwerer Gustav/Dora de 800 mm.

### Cohetes y misiles
- Serie Aggregat
  - A1 - el primer cohete experimental alemán de combustible líquido
  - A2 - un cohete experimental, estabilizado giroscópicamente
  - A3 : un cohete experimental con un sistema de guía inercial
  - A4 / V-2 : el primer misil balístico y el primer objeto hecho por el hombre en lograr un vuelo espacial suborbital
    - A4-SLBM : un misil balístico planeado lanzado desde un submarino
    - A4b / A9 : versión alada de largo alcance del A4, primer cohete alado para romper la barrera del sonido

  - A5 - un cohete experimental reutilizable
  - A6 - versión planificada del A5 con diferentes propulsores; también puede haber sido una propuesta para una versión de reconocimiento tripulada del A4b / A9
  - A7 - cohete alado, nunca completado
  - A8 - propuesta de versión extendida del A4 para usar propulsores almacenables
  - A9 / A10 Amerika Rakete : un misil balístico de alcance intermedio planificado que se utilizará para atacar el este de los Estados Unidos.
  - A11 Japan Rakete - cohete de tres etapas propuesto
  - A12 - cohete planeado de lanzamiento orbital de cuatro etapas, capaz de colocar 10 toneladas métricas en órbita terrestre baja
- Misil Wasserfall
- Misil Rheintochter - misil SAM (misil tierra-aire, antiaéreo)
- Fi 103 bomba volante (V1) - el primer misil de crucero
- Misil Rheinbote "Mensajero del Rin" - el primer misil táctico
- Misil Hs 117 Schmetterling tierra-aire
- Misil Enzian tierra-aire
- Ruhrstahl X-4 - misil aire-aire guiado por cable
- Misil de crucero BV-143
- Misil de crucero BV-246
- Henschel Hs 293
- Fliegerfaust - el primer MANPADS
- Henschel Hs 294 - bomba guiada antibuque
- Henschel Hs 298 - misil aire-aire
- R4M Orkan "Huracán" - cohete aire-aire
- Taifun "Tifón" - misil guiado tierra aire
- Wasserfall Ferngelenkte Flakrakete "Cohete Antiaéreo de Control Remoto" - misil supersónico tierra-aire
- Werfer-Granate 21 - cohete aire-aire
- G7es/Zaunkönig T-5 - torpedo acústico usado por los U-boot

### Armas de aviones
- SG 500 Jagdfaust - cañón sin retroceso antibombardero, disparado mediante una célula fotoeléctrica y planeado para instalarse en el Me 163 Komet
- Mauser MG 213 - cañón revólver de 20 mm montado en un avión
- Mauser MG 213C/30 - cañón revólver de 30 mm montado en un avión

### Fusiles de asalto
- Sturmgewehr 44 - primer fusil de asalto
  - "Krummlauf" - cañón curvo que se instalaba en la bocacha apagallamas del StG44
- Sturmgewehr 45 - prototipo

### Armas antiaéreas personales
- Fliegerfaust

### Equipo de apoyo
- Zielgerät 1229 - equipo Vampir de visión nocturna
- FG 1250 - equipo de visión nocturna montado en tanques
- PanzerTod "Hammer" lanzagranadas experimental

### Gas nervioso
- Tabún, óxido de cianodimetilamonatosfosfina
- Sarín, fluorometilpinacoliloxifosfina
- Somán

### Toxinas
- Toxina botulínica

### Orbital
- Cañón solar - espejo parabólico en órbita diseñado para enfocar la luz solar a lugares específicos en la superficie de la Tierra

## Míticos
- Die Glocke
- Ovni nazi (platillos "Haunebu")